# Rad-Weltcup 2004
Der Rad-Weltcup 2004 war die 16. und damit letzte Austragung des Rad-Weltcups, einer seit der Saison 1989 vom Weltradsportverband UCI ausgetragenen Serie der wichtigsten Eintagesrennen. Die Fahrerwertung gewann der Italiener Paolo Bettini vom Team Quick Step-Davitamon, die Teamwertung gewann die deutsche Mannschaft T-Mobile Team.

## Rennen
| Datum       | Rennen                   | Sieger (Fahrer)     | Führender (Fahrerwertung) | Sieger (Teams) | Führender (Teamwertung) |
| ----------- | ------------------------ | ------------------- | ------------------------- | -------------- | ----------------------- |
| 20. März    | Mailand–Sanremo          | Óscar Freire        | Óscar Freire              | Cofidis        | Cofidis                 |
| 4. April    | Flandern-Rundfahrt       | Steffen Wesemann    | Óscar Freire              | T-Mobile Team  | T-Mobile Team           |
| 11. April   | Paris–Roubaix            | Magnus Bäckstedt    | Steffen Wesemann          | Lotto-Domo     | T-Mobile Team           |
| 18. April   | Amstel Gold Race         | Davide Rebellin     | Steffen Wesemann          | Rabobank       | T-Mobile Team           |
| 25. April   | Lüttich–Bastogne–Lüttich | Davide Rebellin     | Davide Rebellin           | T-Mobile Team  | T-Mobile Team           |
| 1. August   | HEW-Cyclassics           | Stuart O’Grady      | Davide Rebellin           | Lampre         | T-Mobile Team           |
| 7. August   | Clásica San Sebastián    | Miguel Ángel Martín | Davide Rebellin           | Gerolsteiner   | T-Mobile Team           |
| 22. August  | Meisterschaft von Zürich | Juan Antonio Flecha | Davide Rebellin           | Gerolsteiner   | T-Mobile Team           |
| 10. Oktober | Paris–Tours              | Erik Dekker         | Paolo Bettini             | Rabobank       | Rabobank                |
| 16. Oktober | Lombardei-Rundfahrt      | Damiano Cunego      | Paolo Bettini             | T-Mobile Team  | T-Mobile Team           |

## Fahrerwertung
|     | Fahrer              | Team                 | Punkte |
| --- | ------------------- | -------------------- | ------ |
| 1.  | Paolo Bettini       | Quick Step-Davitamon | 340    |
| 2.  | Davide Rebellin     | Gerolsteiner         | 327    |
| 3.  | Óscar Freire        | Rabobank             | 252    |
| 4.  | Erik Dekker         | Rabobank             | 251    |
| 5.  | Juan Antonio Flecha | Fassa Bortolo        | 140    |
| 6.  | Steffen Wesemann    | T-Mobile Team        | 131    |
| 7.  | Peter Van Petegem   | Lotto-Domo           | 105    |
| 8.  | Igor Astarloa       | Cofidis / Lampre     | 96     |
| 9.  | Mirko Celestino     | Saeco                | 72     |
| 10. | Léon van Bon        | Lotto-Domo           | 68     |

## Teamwertung
|    | Team          | Punkte |
| -- | ------------- | ------ |
| 1. | T-Mobile Team | 69     |
| 2. | Rabobank      | 68     |
| 3. | Gerolsteiner  | 47     |